# 泰勒·里泽尔
泰勒·里泽尔（英語：Taylor Ritzel，1988年9月4日—），美国女子赛艇运动员。她曾代表美国参加2012年夏季奥林匹克运动会赛艇比赛，获得女子八人单桨有舵手金牌。